# جدول سرکل
جدول سرکل (انگلیسی: Circle Chart; کره‌ای: 써클차트; لاتین‌نویسی اصلاح‌شده: Sseokeul-chateu) که قبلاً با عنوان جدول موسیقی گائون یا جدول گائون (کره‌ای: 가온차트; لاتین‌نویسی اصلاح‌شده: Gaon-chateu) شناخته می‌شد، محبوبیت نسبی هفتگی ترانه‌ها و آلبوم‌ها را در کره جنوبی جدول‌بندی می‌کند.